# Dioctria navasi
Dioctria navasi là một loài ruồi trong họ Asilidae. Dioctria navasi được Séguy miêu tả năm 1929. Loài này phân bố ở vùng Cổ Bắc giới.